# Фридрих, наследный герцог Вюртемберга
Фридрих Вюртембергский (нем. Friedrich von Württemberg; 1 июня 1961, Фридрихсхафен — 9 мая 2018) — представитель Вюртембергского дома, немецкий предприниматель. Старший сын Карла Вюртембергского.

## Биография
Фридрих Вюртембергский родился 1 июня 1961 года в городе Фридрихсхафен. Его родителями были Карл Вюртембергский и Диана Орлеанская. 
В 1975 году он вместе с семьей поселился в замке Альтсхаузен. В 1992 году Фридрих Вюртембергский, начал работать в семейной компании Hofkammer Дома Вюртемберга, которая находится во Фридрихсхафене.
С 1997 года он возглавлял Судебную палату в качестве управляющего частными активами Дома Вюртемберга. Имущество включает в себя около 5000 гектаров леса, около 1200 гектаров сельскохозяйственных угодий, около 40 гектаров виноградников в Баден-Вюртемберге, а также различные инвестиции в компании.
Кроме того он принимал участие во многих социальных, культурных и благотворительных учреждениях земли Баден-Вюртемберг, например, в Фонде Ольгале в Штутгарте или в Художественном фонде Баден-Вюртемберга.
Он являлся членом Ассоциации друзей Тюбингенского университета. На публике Фридрих почти не появлялся.

## Смерть
Фридрих Вюртембергский скончался в результате автокатастрофы, 9 мая 2018 года. При обгоне трактора с прицепом он очевидно не увидел впереди едущую машину. По данным полиции, Фридрих умер на месте происшествия. Другие три участника автокатастрофы получили незначительные травмы. Транспортным средствам был нанесен общий материальный ущерб почти на 100 000 евро. Его похороны прошли 25 мая недалеко от замка Альтсхаузен.

## Личная жизнь
У Фридриха Вюртембергского 3 брата и две сестры: Матильда (р. 1962), Эберхард (р. 1963), Филипп (р. 1964), Майкл (р. 1965) и Элеонора Флер (р. 1977).
Фридрих Вюртембергский женился 11 ноября 1993 года на Марии Цу Вид (род. 1973). В браке родился один сын и две дочери.
- Его Королевское Высочество герцог Вильгельм Фридрих Карл Филипп Альбрехт Николаус Эрих Мария Вюртембергский (р. 13 августа 1994);
- Её Королевское Высочество герцогиня Мари-Амели Диана Кэтрин Беатрикс Филиппа Софи Вюртембергская (р. 11 марта 1996);
- Её Королевское Высочество герцогиня Софи-Доротея Мартина Йоханна Мария Генриетта Харита Вюртембергская (р. 19 августа 1997).